# Der kleine Dachschaden
Der kleine Dachschaden ist eine deutsche Filmkomödie des ZDF aus dem Jahr 1998.

## Handlung
Das Rentnerehepaar Hajo und Annerose Beck hat sich ein neues, kleineres Haus gekauft. Hajo ist stolz auf die moderne Technik seines Hauses, doch als die beiden von einer Reise zurückkehren, spielt die Alarmanlage verrückt und das Auto wird im automatischen Garagentor eingeklemmt.
Dann entdecken sie einen Feuchtigkeitsfleck an der Decke und fürchten, das Flachdach könnte undicht sein. Es beginnt eine regelrechte Odyssee von einem Handwerker zum anderen: Während ein Dachdecker das komplette Dach erneuern will, behauptet ein anderer, das Dach sei in Ordnung und der Fleck sei beim Streichen der Decke entstanden. Dies wiederum weist der Maler wütend zurück. Eine weitere Firma hätte erst Monate später Zeit, jedoch naht der Herbst. Die Dachdeckerfirma, die das Dach etwa 20 Jahre zuvor gebaut hat, geht kurz darauf pleite.
Hajo entschließt sich, das Dach selbst auf undichte Stellen zu untersuchen und Löcher in der Dachfolie mit Silikon abzudichten, stellt sich dabei aber sehr ungeschickt an. Seine Nachbarin, die sich gerade scheiden ließ, versucht ihr baugleiches Haus zu verkaufen. Sie ist von Hajos Versuchen genervt: Alle Kaufinteressenten lassen sich davon abschrecken, dass der Nachbar sein Dach reparieren muss. Als Hajo dann sicherheitshalber doch eine Firma zu einer gründlicheren Reparatur bestellt, schickt der Chef zwei etwas ungehobelte und faule Mitarbeiter, die sich auf dem Dach sonnen, statt zu arbeiten. Also legt der Chef selbst Hand an, ist aber auch nicht erfolgreich.
Hajo steigert sich gedanklich immer mehr in seinen „Dach-Schaden“ hinein: In jedem Raum, den er betritt, schaut er zuerst an die Decke. Und selbst bei seiner Geliebten, die er jede Woche besucht, lenkt er das Gespräch immer wieder auf dieses Thema. Dies verstärkt sich noch, als seine Frau für ein paar Tage zu ihrer Tochter und den Enkelkindern fährt und Hajo allein im Haus ist. Er glaubt inzwischen, man habe ihm das Dach durch unsachgemäße Reparaturen noch stärker beschädigt und will sich bei der Handwerkskammer beschweren. Dort empfiehlt man ihm, die Schäden so zu belassen, bis der Fall geklärt ist, um keine Beweise zu vernichten. Also lässt er das Haus in eine riesige silberne Folie einpacken, es ähnelt damit dem verhüllten Reichstag. Als Annerose zurückkommt, muss sie ihn im Krankenhaus besuchen: Sein „Dachschaden“ ist nun voll ausgeprägt.

## Produktion
Der von der TV60Filmproduktion im Auftrag des ZDF produzierte Film wurde vom 17. September bis 22. Oktober 1997 gedreht und am 2. März 1998 zum ersten Mal ausgestrahlt.

## Rezeption
Die Kritiker der Fernsehzeitschrift TV Spielfilm meinten: „Joachim Roering gelang eine clevere, in ihren Details durchaus realistische Satire. Uwe Friedrichsen spielt den wasserscheuen Hajo mit Bravour.“
Auch Prisma.de lobte den Film und schrieb: „Regisseur und Drehbuchautor Joachim Roering gelang eine vorzüglich gespielte Komödie, die wunderbar die Tücken des Alltags beschreibt. Auch wenn einige Szenen reichlich übertrieben wirken, der Charme der Darsteller macht dies allemal wett.“

## Auszeichnungen
- Goldener Gong 1998 für Joachim Roering